# El matí de Catalunya Ràdio
El matí de Catalunya Ràdio és un magazín informatiu que s'emet per Catalunya Ràdio, entre les 6 del matí i la 1 del migdia. El presenta i dirigeix Ricard Ustrell des de la temporada 2023-2024.

## Antecedents
El setembre del 1985 va començar el programa matinal de Catalunya Ràdio El matí de Josep Cuní, s'emetia de dilluns a divendres, de 09:00 a 12:00 h. Presentat i dirigit pel mateix Josep Cuní, és l'antecedent i referència més clara d'El matí a Catalunya Ràdio.

## Història

### Etapa d'Antoni Bassas

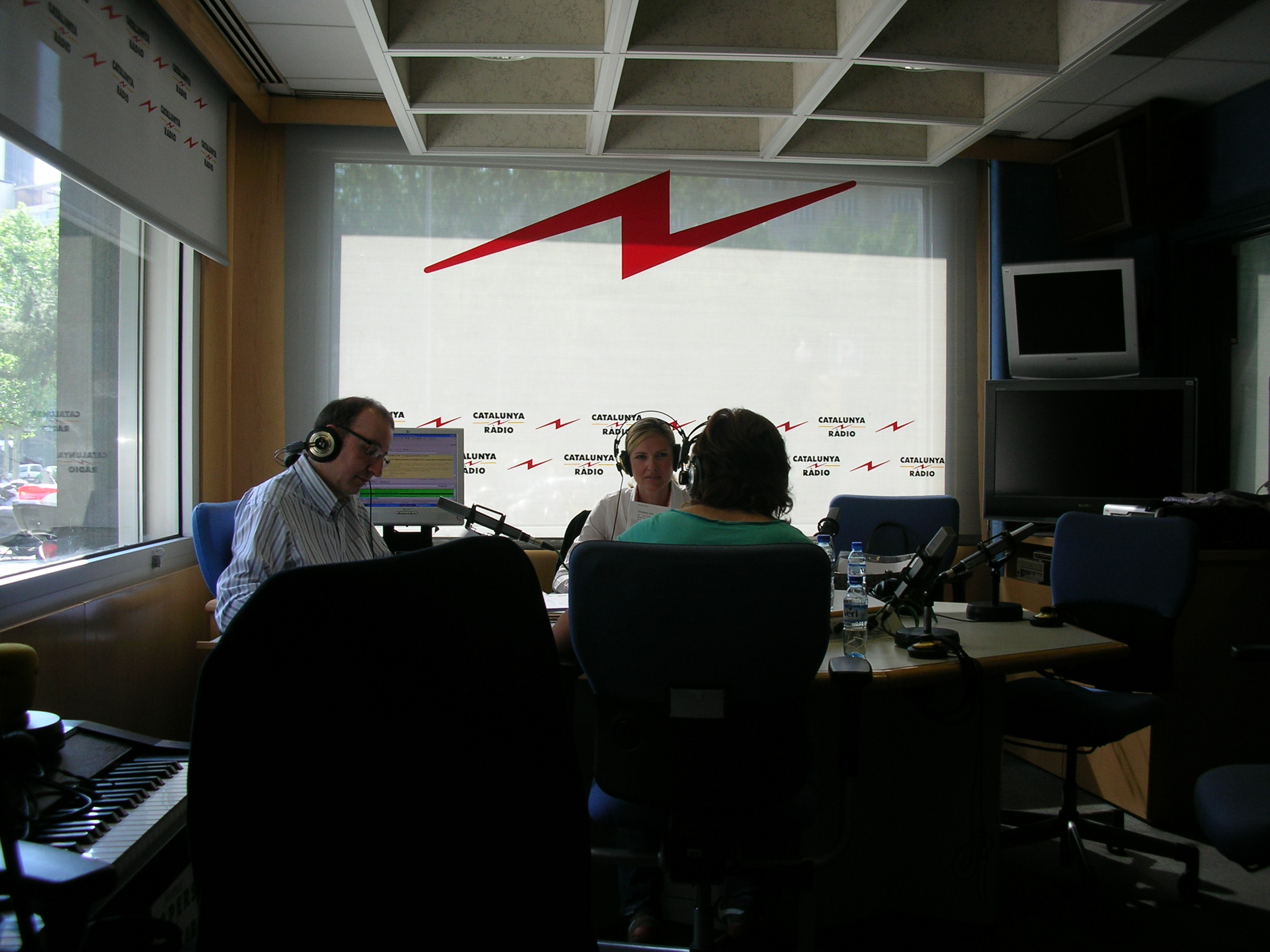
Antoni Bassas dirigint El matí de Catalunya Ràdio

El gener del 1995, Antoni Bassas va prendre el relleu a Josep Cuní al capdavant d'El matí de Catalunya Ràdio. Consolidat el format tipus magazín matinal, Bassas el va liderar, cada dia, de dilluns a divendres, i de 07.00 a 12.00 hores en la seva etapa final, durant 14 anys. En aquest temps es va convertir, amb els prop de mig milió d'oients de l'últim Estudi General de Mitjans (juny de 2008), en el programa diari més escoltat de la història de la ràdio a Catalunya.
Començava a les 7, amb el ja clàssic "Bon dia, són les set" de l'Antoni Bassas. Fins a les deu emetia notícies, entrevistes d'última hora o en profunditat als principals protagonistes de l'actualitat, així com l'anàlisi dels tertulians i el defensor de l'oient.
El programa combinava l'actualitat amb l'entreteniment i l'humor. Sovint treien les unitats mòbils al carrer, per donar puntual informació d'incidències o notícies a qualsevol hora.
Comptava amb un nombre important de col·laboradors reconeguts, com per exemple Judit Mascó, amb qui parlaven de moda i del món de la dona, Xavier Vilà amb qui obria una finestra a la societat americana i les seves curiositats, el professor Raimon Panikkar amb qui reflexionaven sobre ètica, religió, la moral o la vida en general. La darrera temporada va incorporar una secció, La contraportada, en la qual diferents escriptors feien algun comentari: Jordi Puntí, Empar Moliner, Albert Sánchez Piñol, Eva Piquer i Emili Teixidor.
Al programa també hi havia un espai de participació on reflexionar sobre filosofia, al Veritat o mentida?. Cada dilluns posava a disposició dels oients els especialistes Maria Martínez, Maria Jesús Comellas, Pere Font i Josep Lluís Merlos per tractar temes relacionats amb la psicologia, l'educació i la seguretat viària. També entrava a les aules, amb Mestres, convidava a viatjar a Baix cost, i proporcionava la discoteca bàsica per a col·leccionistes dels diferents estils musicals.
Uns dels espais més exitosos, junt amb les tertúlies de primera hora, eren l'Enigmàrius, on convidaven els oients a fer jocs de paraules (els dijous hi havia el Superenigmàrius) i l'espai amb el que acabava de molt bon humor, amb l'Alguna pregunta més?.
El 2005 Antoni Bassas i l'equip d'El matí de Catalunya Ràdio van rebre el Premi Nacional de Radiodifusió. El dia 27 de juny de 2008, Antoni Bassas va anunciar que deixaria el programa «per desavinences amb la direcció», i el divendres 18 de juliol de 2008, Antoni Bassas es va acomiadar definitivament del programa, per desavinences amb la direcció de la ràdio, les quals es creu que hi poden haver influït diferents pressions polítiques iniciades pel diputat Joan Ferran.

### Etapa de Neus Bonet
Durant la temporada 2008-2009 Neus Bonet i Bagant fou qui dirigí i presentà El matí de Catalunya Ràdio. Continuà sent un programa de ràdio del tipus magazín matinal, que s'emetia cada dia, de dilluns a divendres, de 06.00 a 11.00 hores, tot i que amb menys audiència. Si el dia era festiu, era Xavi Freixes qui el presentava, d'11.00 a 14.00 hores.

### Etapa de Manel Fuentes

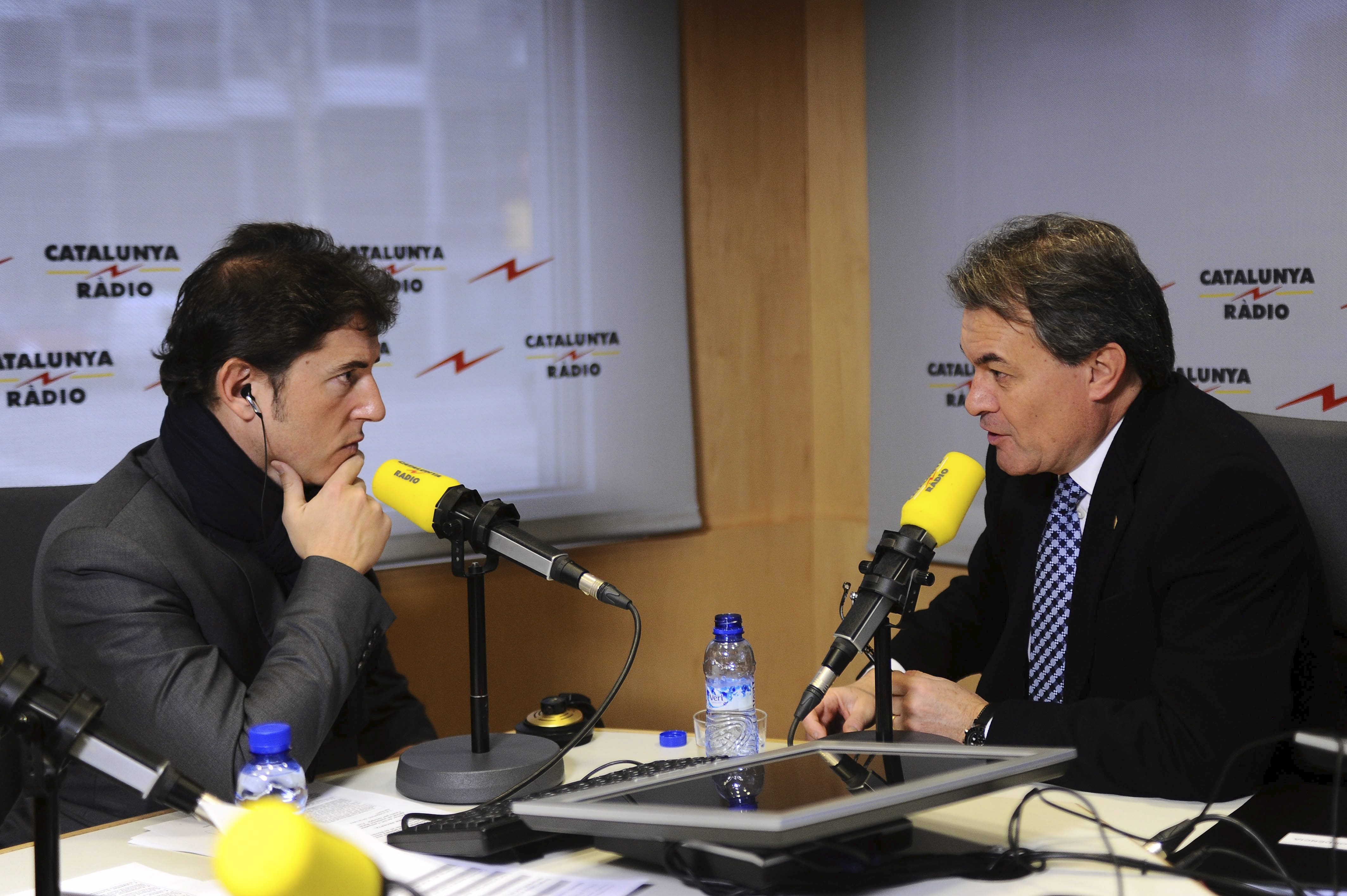
Entrevista de Manel Fuentes a Artur Mas el gener de 2013

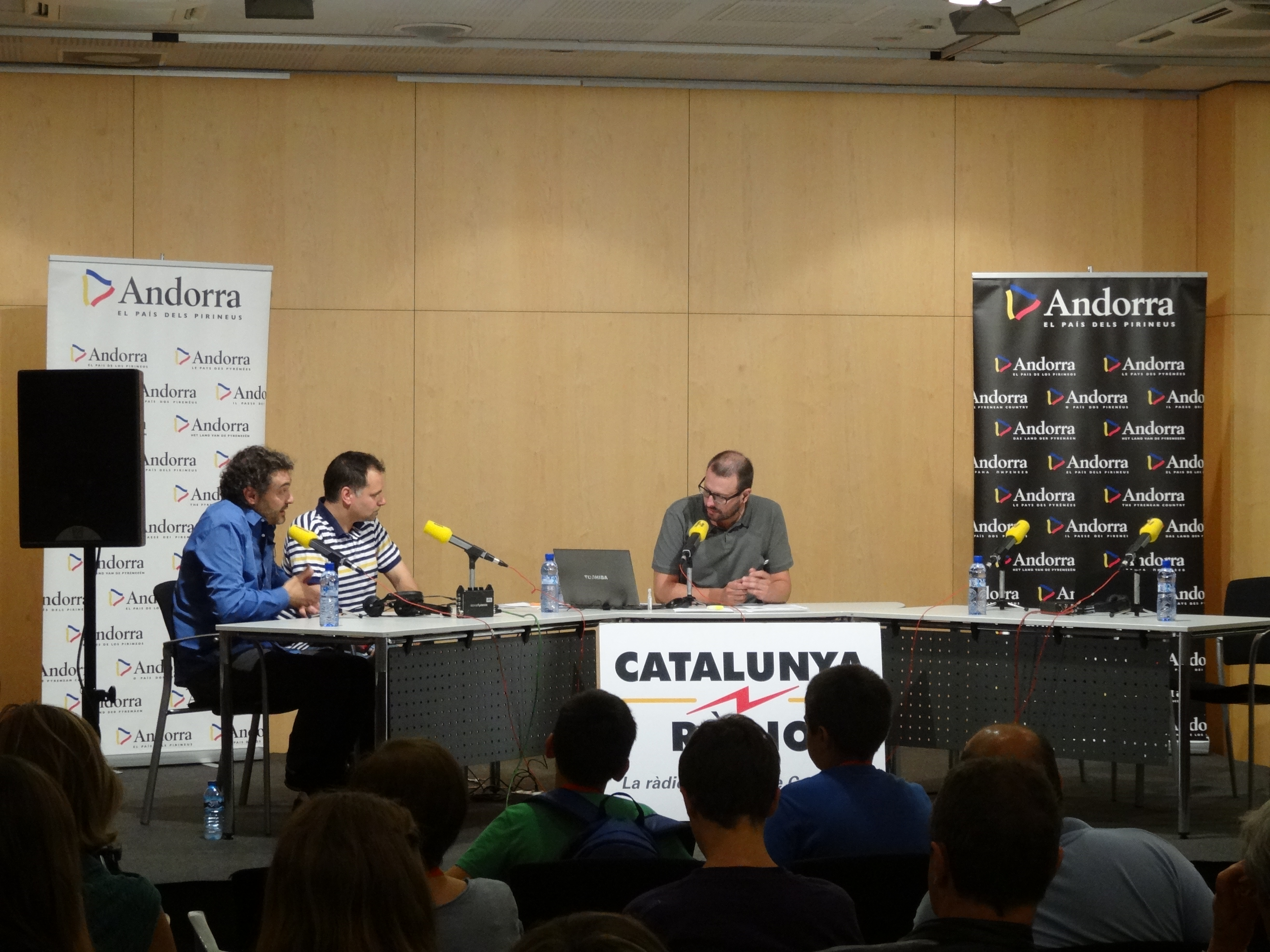
Marc Garriga dirigint una edició especial del programa, a Andorra la Vella, el 23 juliol de 2013

Entre el 7 de setembre de 2009 i el juliol de 2013 Manel Fuentes presentà el programa ampliant l'horari d'emissió, des de les 6 del matí i fins a les 12 del migdia i les audiències es van recuperar després de la davallada.
El presentador fou durament criticat pel professor Vicenç Navarro per portar tertulians únicament d'ideologia econòmica neoliberal. Això va motivar que Fuentes invitara el professor Navarro a parlar al programa el 7 de setembre de 2011, cosa que encara va afegir més polèmica per raó de l'enfrontament verbal que hi hagué entre Fuentes i Navarro. L'enfrontament desencadenà una onada de protesta al Facebook de Catalunya Ràdio i un article del professor Navarro en el seu blog criticant durament la posició de Manel Fuentes durant l'entrevista.
El 30 d'abril de 2013 es va saber que deixaria el seu càrrec per «motius personals», després de quatre temporades al capdavant del programa. Tres dies abans el director de l'emissora, Fèlix Riera, va dir arran de les dades d'audiència del darrer EGM-Baròmetre: «Són males dades per la franja del matí. Hem de rectificar, hem de millorar. No ens podem permetre aquests mals resultats». En el seu anunci en antena, Fuentes va defensar haver «renovat i modernitzat acuradament com per estar en disposició per lluitar pel lideratge numèric d'audiència, cosa que en altres franges, per dissort, no passa». Manel Fuentes s'acomiadà del programa el 12 de juliol de 2013 i fou substituït pel periodista Marc Garriga durant la temporada d'estiu.

### Etapa de Mònica Terribas

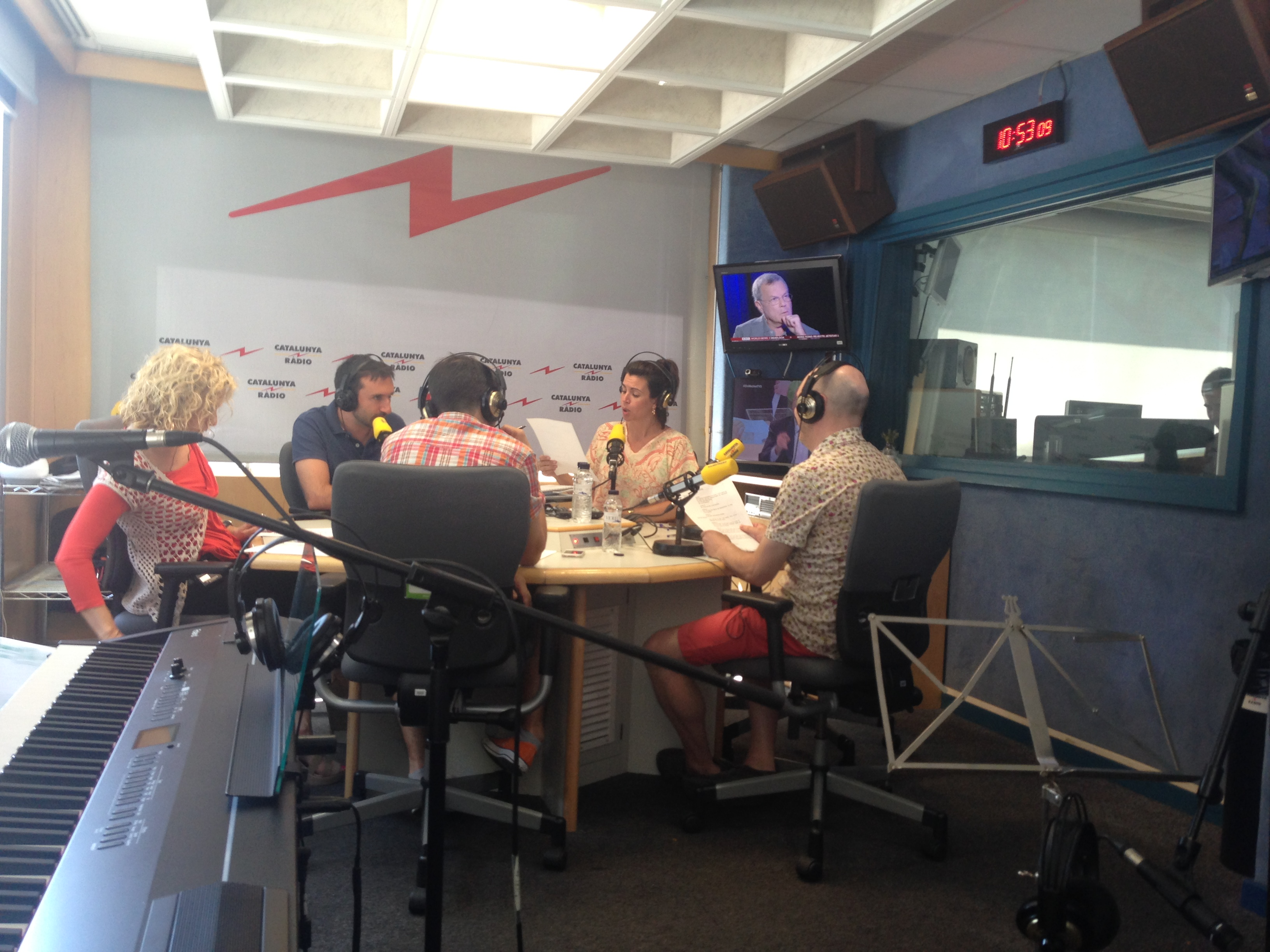
Moment de la secció «Els minoristes» a El matí de Catalunya Ràdio

El dia 31 de juliol de 2013 es va fer públic que Mònica Terribas dirigiria i presentaria el programa a partir del 2 de setembre. El nomenament va anar acompanyat de certa polèmica, ja que alguns mitjans van denunciar pressions del Grup Godó en contra d'aquest nomenament.
Durant les temporades 2013-2014 i 2014-2015 el programa comptà amb una primera part essencialment informativa, de sis a onze del matí, i una altra franja més centrada en l'entreteniment, des de les onze fins a les dotze del migdia. La darrera hora del programa estava marcada per l'humor, gràcies a la col·laboració de Minoria Absoluta. Hi havia una connexió diària amb una unitat mòbil sota el títol "Control Claret", on Laia Claret vigila in-situ diferents problemàtiques que succeeixen arreu de Catalunya. Va tancar la temporada amb una audiència mitjana de 473.000 oients.
L'agost del 2015 es va anunciar que la durada del programa per a la temporada 2015-2016 seria de 6 a 12 del matí, deixant espai a un nou magazine de migdia dirigit per Sílvia Cóppulo de 12 a 14 hores. La secció dels minoristes es redueix a 20 minuts diaris, dirigits per Adrià Cuatrecases. Com a novetats de la temporada, destaquen el pas de semanal a diària de la secció Clicats sobre tecnologia amb Albert Cuesta, Albert Murillo, Mariola Dinarès i Genís Roca, un espai setmanal dirigit per Guillamino anomenat La gran enciclopèdia musical, i una secció anomenada Fem-ho fàcil, amb Carles Abellan. Pel que fa als col·laboradors i tertulians, com a novetats van destacar Sergi Cutillas, José Antich, Montserrat Nebrera, Dolors Montserrat, José Domingo, Salvador Cot i Roc Casagran, entre d'altres.
La temporada 2016-2017 el programa va recuperar una hora de durada, des de les 6 fins a les 13. Aquesta darrera hora del magazine (de 12h fins a les 13h) seria dedicada a l'humor amb la reincorporació del programa Alguna Pregunta Més? que presentaria Xavi Cazorla.

### Etapa de Laura Rosel
Presentà el programa 3 temporades: des del 2020 fins al 2023. Els principals col·laboradors durant l'etapa d'estiu de 2020 foren Carla Solé, Abraham Orriols, Eva Arderius, Pere Rusiñol, Roger Vinton, Jordi Creus, Roger Carandell, Juliana Canet, Joan Grivé i Marta Montaner.

### Etapa de Ricard Ustrell
El juny de 2023, Catalunya Ràdio va anunciar que renovava la graella i va nomenar Ricard Ustrell nou director i presentador d'El Matí de Catalunya Ràdio en substitució de Laura Rosel.

## Premis i reconeixements
- 2005 — Premi Nacional de Radiodifusió
- 2010 — Premi de Civisme als Mitjans de Comunicació.[22]
- 2010 — Premi Serrat i Bonastre.[23]
- 2010 — II Premi de Periodisme solidari del Memorial Joan Gomis[24]

## L'Enigmàrius
«L'Enigmàrius» és un dels espais de El matí de Catalunya Ràdio el responsable del qual és Màrius Serra i Roig. Cada matí a les 07:54 Serra planteja un enigma verbal, i tots els participants identificats acumulen punts per representar-se en la classificació general que s'actualitza cada setmana. Els participants tenen temps per a respondre fins a dos quarts de deu. El «Superenigmàrius» es du a terme cada dilluns des de les 10:05 h fins a les 11:30 en punt: la resposta d'aquest enigma és un anagrama que, si s'encerta, s'aconsegueixen tres punts a la lliga.